# Mancieulles
Mancieulles is een plaats en voormalige gemeente in het Franse departement Meurthe-et-Moselle in de regio Grand Est en telt 1419 inwoners (1999).

## Geschiedenis
De gemeente maakt deel uit van het arrondissement Briey en sinds 22 maart 2015 van het kanton Pays de Briey. Daarvoor hoorde het bij het kanton Briey, dat op die dag opgeheven werd. Op 1 januari 2017 werd de gemeente opgeheven en met Briey en Mance samengevoegd tot de huidige gemeente Val de Briey.

## Geografie
De oppervlakte van Mancieulles bedraagt 4,4 km², de bevolkingsdichtheid is 322,5 inwoners per km².
De onderstaande kaart toont de ligging van Mancieulles met de belangrijkste infrastructuur en aangrenzende gemeenten.

## Demografie
De figuur toont het verloop van het inwonertal (bron: INSEE-tellingen).